# Giuseppe Vernaccini

Collezione completa, 1824
(Fondazione Mansutti, Milano).

Giuseppe Vernaccini (Pisa, 1737 – Firenze, 1789) è stato un giurista italiano.

## Biografia
Nato a Pisa nel 1737 da Giovanni Battista e da Anna Lucrezia Boccacci, studiò a Pisa dai padri barnabiti, in seguito intraprese gli studi giuridici per ottenere la laurea in utroque nel 1757. 
Trasferitosi a Firenze per esercitare la professione forense, lavorò nello studio di Attilio Maria Bruni. Vernaccini ottenne il titolo di avvocato nel 1771. Nel 1777 fu promosso auditore della nunziatura e due anni dopo fu nominato auditore della rota civile, carica che esercitò fino alla morte.
A partire dal 1778 fu membro dell’Arcadia di Pisa con il nome di Tritemio Pompeo.
Agli inizi del 1787 il granduca Pietro Leopoldo affidò a Vernaccini l’incarico di preparare il nuovo codice civile del Granducato di Toscana. L'opera - progettata in 10 volumi - non fu portata a termine a causa della morte prematura del giurista e il progetto non ebbe seguito. L'opera contiene una vasta raccolta di sentenze della Rota fiorentina.